# Deserto de Caracum

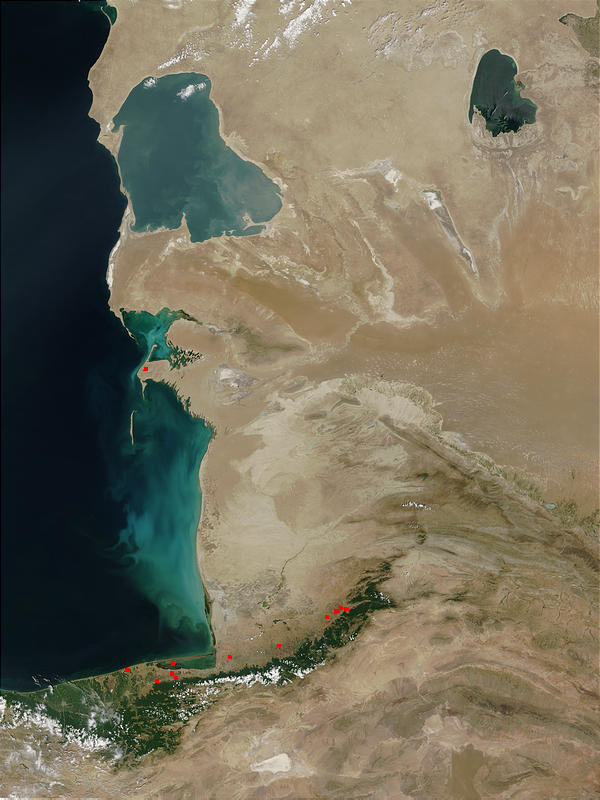
Imagem de satélite

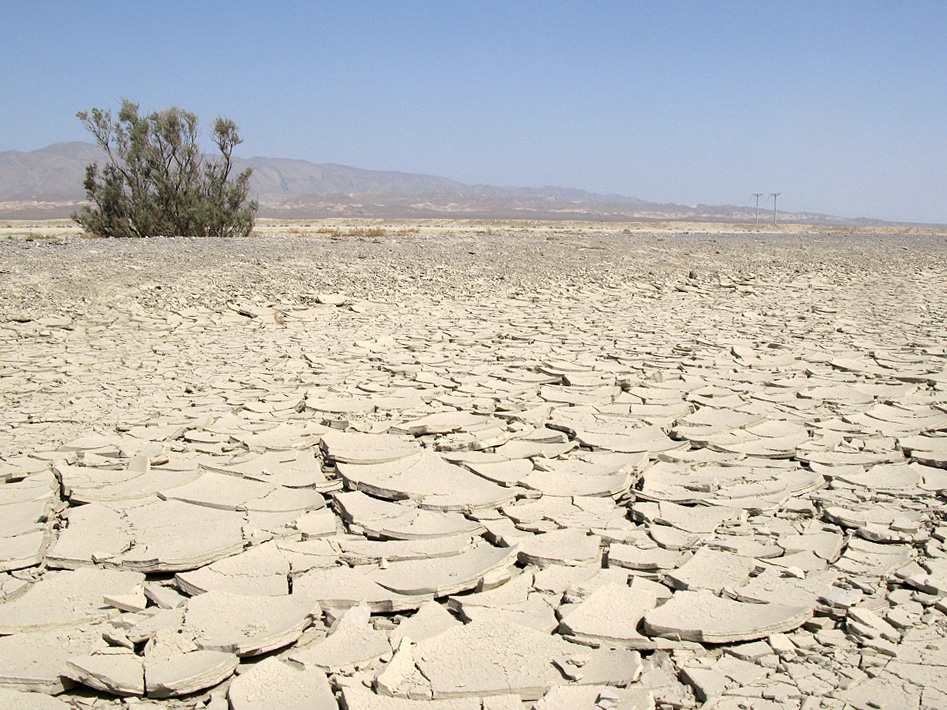
Paisagem do deserto

O deserto de Caracum (Karakum; em turcomeno: Garagum; em russo: Караку́мы, tr. Karakumy) é um deserto da Ásia Central. Seu nome significa "areia negra" em túrquico, em referência ao solo escuro que se encontra sob a superfície arenosa de grande parte do deserto.
Com cerca de 350 000 km², ocupa 70% da área do Turquemenistão. A população é esparsa, com uma média de uma pessoa a cada 6,5 km². A oeste do deserto está localizado o Mar Cáspio, ao norte está o Mar de Aral e ao noroeste estão o rio Amu Dária e o deserto Quizilcum.

## Localização
Cobrindo grande parte do atual Turcomenistão, o deserto de Caracum fica a leste do Mar Cáspio, com o Mar de Aral ao norte e o rio Amu Dária e o deserto de Quizilcum a nordeste. Atualmente, com o encolhimento do Mar de Aral, o estendido "Aral Caracum" apareceu no antigo fundo do mar, com uma área estimada de 40.000 km². Embora o nível do Mar de Aral tenha oscilado durante a sua existência, a queda mais recente foi causada pela construção de projetos de irrigação maciça na antiga União Soviética. Embora o Mar do Norte de Aral esteja subindo atualmente, o Mar do Sul de Aral ainda está caindo, expandindo assim o tamanho do deserto.
As areias do Aral Caracum formam um pântano salgado, consistindo de evaporitos finamente dispersos e restos de depósitos minerais alcalinos, lavados na bacia a partir de campos irrigados. A poeira soprada em uma corrente de ar leste-oeste carrega resíduos de pesticidas que foram encontrados no sangue de pinguins na Antártida. O pó de Aral também foi encontrado nas geleiras da Groenlândia, nas florestas da Noruega e nos campos da Rússia.

## Geologia
O Deserto de Caracum é o lar da Cratera de Darvaza.
A área tem depósitos significativos de petróleo e gás natural

## Hidrografia
Ao sul, os rios Murgabe e Tejém saem das montanhas Indocuche, correndo para o oeste e desembocando no deserto, fornecendo água para irrigação.
O deserto é atravessado pelo segundo maior canal de irrigação do mundo, o Canal de Caracum, que leva a água do Amu Dária para as regiões do sul do deserto. A construção do canal foi iniciada em 1954 e concluída em 1958. Tem 1.375 km de extensão e transporta 13 km³ de água por ano. Vazamentos do canal criaram lagos e lagoas ao longo do canal e o aumento das águas subterrâneas causou a salinização generalizada do solo.

## Arqueologia
Dentro do Caracum estão os Uly (Grandes) Balkan, uma cordilheira na qual os arqueólogos encontraram restos humanos que remontam à Idade da Pedra.

## Economia e recursos
Os oásis de Mary e Tejen são conhecidos pelo cultivo de algodão.

## Destaques

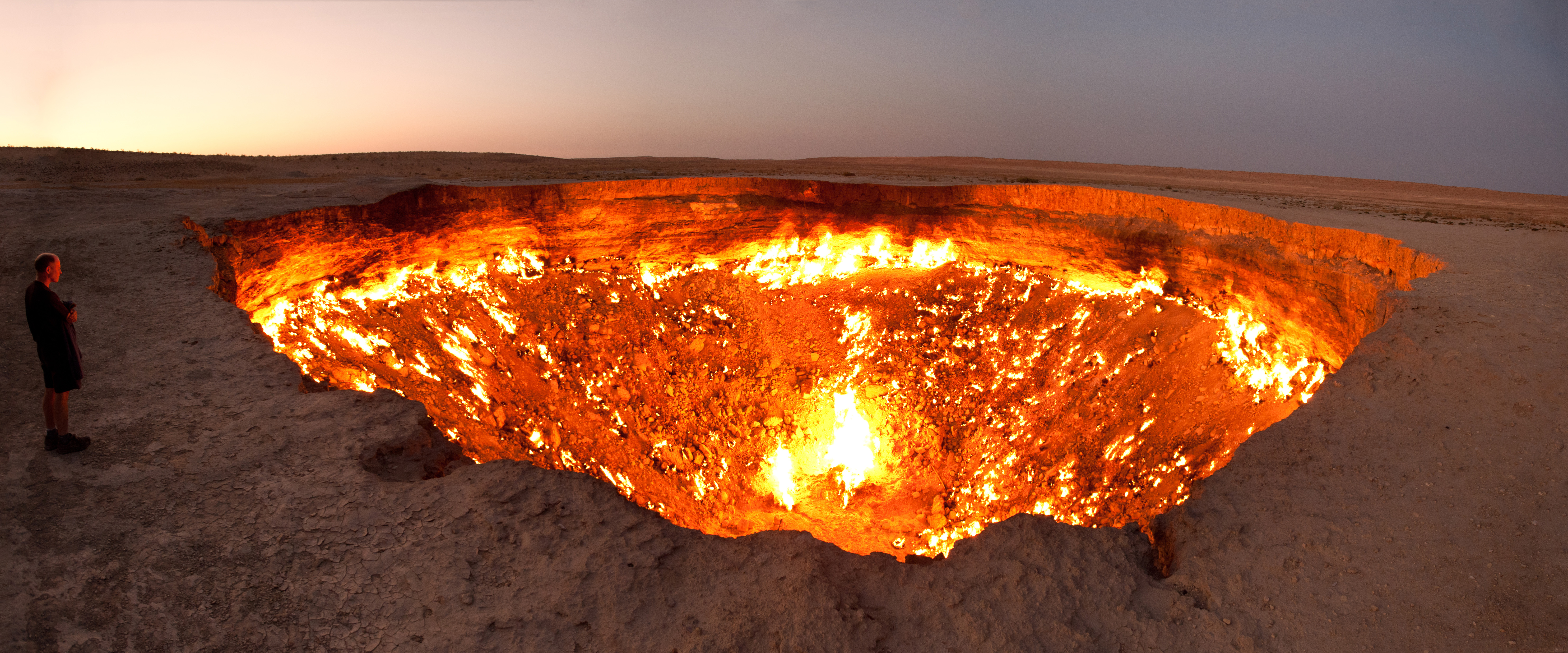
Cratera de Darvaza

A cratera de Darvaza, também chamada de "Porta do Inferno" ou de "Portões do Inferno" pelos habitantes locais, é uma cratera de gás natural que queima desde 1971, localizada no deserto de Caracum. A cratera é uma grande atração turística, com centenas de visitantes chegando a cada ano.

## Transporte
O deserto é atravessado pela Ferrovia Trans-Caspiana.